# Marek Kukuryka
Marek Jerzy Kukuryka (ur. 2 marca 1954) – polski przedsiębiorca, w latach 1996–2008 prezes przedsiębiorstwa Sanitec Koło.

## Życiorys
Uzyskał stopień licencjata dziennikarstwa. W 1993 roku podjął pracę w firmie Sanitec, od 1996 roku pełnił funkcję prezesa przedsiębiorstwa Sanitec Koło w Kole. Pełnił także wiceprezesa Sanitec. W 2008 roku odszedł pracy w przedsiębiorstwie Sanitec. Był m.in. współwłaścicielem Grupo Laminex oraz członkiem rady nadzorczej Rockwool Polska. Od 2021 roku jest prezesem zarządu startupu 2Riders. Był członkiem komitetu założycielskiego Związku Pracodawców–Producentów Materiałów dla Budownictwa.
W 2008 roku orzymał tytuł honorowego obywatela Koła. W 2004 roku został odznaczony Krzyżem Kawalerskim Orderu Odrodzenia Polski.